# Can Julià (Gelida)
Can Julià és una masia de Gelida (Alt Penedès) inclosa a l'Inventari del Patrimoni Arquitectònic de Catalunya.

## Descripció
Masia coberta a dues vessants, rectangular, de planta i pis, portal dovellat, 2 rellotges de sol, un d'ells restaurat el 1921, i una elegantíssima palmera al davant. Annexos al cellers, hi ha uns cups rodons que evoquen torres de defensa o absis romànica. L'interior és compost d'entrada, cuina i cellers, a la planta. De l'entrada parteix una escala de pedra que condueix a una espaiosa sala superior, la qual reparteix les habitacions amb uns portals de tradició gòtica com un de la façana principal.